# Helmut Baier (Archivar)
Helmut Baier (* 16. Mai 1939 in Nürnberg) ist ein deutscher evangelischer Theologe, Kirchenhistoriker und Archivar. Von 1983 bis 2004 war er als Archivdirektor Leiter des Landeskirchlichen Archivs der Evangelisch-Lutherischen Kirche in Bayern.

## Leben und Wirken
Helmut Baier studierte Evangelische Theologie, Geschichte und Politikwissenschaft an den Universitäten Erlangen, Münster und der Freien Universität Berlin, wo er 1966 promovierte. Von 1964 bis 1967 war er als wissenschaftlicher Assistent beim Archiv für die Geschichte des Kirchenkampfes an der Kirchlichen Hochschule Berlin tätig. 1967 wechselte er als wissenschaftlicher Mitarbeiter an das Landeskirchliche Archiv in Nürnberg; als Archivreferendar absolvierte er seit 1973 die Ausbildung für den höheren Archivdienst an der Archivschule Marburg. Von 1975 bis 2004 arbeitete er als wissenschaftlicher Archivar in Nürnberg am Landeskirchlichen Archiv der Evangelisch-Lutherischen Kirche in Bayern, dem er seit 1983 als Archivdirektor vorstand. Außerdem leitete er die Bibliothek dieses Archivs. Von 1978 bis 2004 war er außerdem Vorsitzender des Vereins für Bayerische Kirchengeschichte e.V.
In seinen zahlreichen zeit- und kirchengeschichtlichen Veröffentlichungen hat sich Baier vor allem intensiv mit der Geschichte der Evangelisch-Lutherischen Kirche in Bayern während der Zeit des Nationalsozialismus beschäftigt.

## Veröffentlichungen (Auswahl)
Monographien
- Die Deutschen Christen Bayerns im Rahmen des bayerischen Kirchenkampfes (= Einzelarbeiten aus der Kirchengeschichte Bayerns. Bd. 46). Verein für Bayerische Kirchengeschichte, Nürnberg 1968 (Dissertation Freie Universität Berlin).
- mit Heinz Brunotte: Kirche und Nationalsozialismus. Zur Geschichte des Kirchenkampfes (= Tutzinger Texte, Sonderband. Band 1). Claudius-Verlag, München 1969.
- Kirchenkampf in Nürnberg 1933–1945. Korn u. Berg, Nürnberg 1973.
- Kirche in Not. Die bayerische Landeskirche im Zweiten Weltkrieg (= Einzelarbeiten aus der Kirchengeschichte Bayerns. Bd. 57). Degener, Neustadt a.d. Aisch 1979, ISBN 3-7686-9049-0.
- (Bearb.): Urbar des Klosters St. Egidien in Nürnberg 1487–1522 (= Veröffentlichungen der Gesellschaft für Fränkische Geschichte, Reihe 10. Bd. 11). Degener, Neustadt a.d. Aisch 1982, ISBN 3-7686-4098-1.
- (Bearb.): ... wo ist dein Bruder Abel? 50 Jahre Novemberpogrom. Christen und Juden in Bayern in unserem Jahrhundert. Wanderausstellung / Ausstellung d. Landeskirchl. Archivs (= Ausstellungskataloge des Landeskirchlichen Archivs. Bd. 14). Nürnberg 1988.
- Das historische Gewissen der Kirche. 75 Jahre Verein für bayerische Kirchengeschichte (= Einzelarbeiten aus der Kirchengeschichte Bayerns. Bd. 74). Degener, Neustadt a.d. Aisch 1999, ISBN 3-7686-4194-5.
- (Hrsg.): Hermann Bezzel / Löhe und seine Zeit. Einsegnungsunterricht 1908 (= Arbeiten zur Kirchengeschichte Bayerns. Bd. 86). Freimund-Verlag, Neuendettelsau 2008, ISBN 978-3-940803-02-3.
- Fromm ohne Kirche. "Pietisterey" im Markgraftum Bayreuth 1726–1732 (= Arbeiten zur Kirchengeschichte Bayerns. Bd. 84). Verein für Bayerische Kirchengeschichte, Nürnberg 2008, ISBN 978-3-940803-00-9.
- Liebestätigkeit unter dem Hakenkreuz. Die Innere Mission München in der Zeit des Nationalsozialismus (= Arbeiten zur Kirchengeschichte Bayerns. Bd. 87). Verein für Bayerische Kirchengeschichte, Nürnberg 2008, ISBN 978-3-940803-03-0.
- (Hrsg.): Wilhelm Stählin / Als Evangelischer Feldgeistlicher im Ersten Weltkrieg. Wilhelm Stählins Tagebücher 1914–1917. Kohlhammer, Stuttgart 2016, ISBN 978-3-17-029828-6.

Aufsätze
- mit Jonathan R. C. Wright: Ein neues Dokument zum Staatseingriff in Preußen (1933). In: Zeitschrift für Kirchengeschichte. Bd. 86, (1975), S. 220–241.
- Staatliche Angriffe auf die Kirche im 2. Weltkrieg. Notwendige Erinnerung an die Zeit des Kirchenkampf. In: Zeitschrift für bayerische Kirchengeschichte. Bd. 46, (1977), S. 229–256.
- " ... und sauge mich voll von Haß gegen die Pfaffen ... " Goebbels' Haltung zu Kirche und Christentum im Spiegel seiner Tagebuchaufzeichnungen 1924–1941. In: Zeitschrift für bayerische Kirchengeschichte. Bd. 59, (1990), S. 247–263.
- Der Sausenhofener Gesangbuchstreit 1783/84. Zum Wirken des Rationalismus in einer Landgemeinde. In: Zeitschrift für bayerische Kirchengeschichte. Bd. 60, (1991), S. 99–113.
- "Daß man die christliche Heilslehre heute noch für einen Wegweiser durch das schwere Leben ansieht, ist gänzlich unerfindlich". Aus den Tagebuchaufzeichnungen des Reichspropagandaministers Joseph Goebbels 1943. In: Zeitschrift für bayerische Kirchengeschichte. Bd. 63, (1994), S. 233–240.
- "Es ist für einen Nationalsozialisten keine würdige Begräbnisstätte, mitten unter christlichen Kreuzen zu liegen". Aus den Tagebuchaufzeichnungen des Reichspropagandaministers Joseph Goebbels 1943/44. In: Zeitschrift für bayerische Kirchengeschichte. Bd. 64, (1995), S. 132–147.
- "Unerbittlich ist der Entschluß des Führers, die christlichen Kirchen nach dem Sieg zu vernichten". Aus den Tagebuchaufzeichnungen des Reichspropagandaministers Joseph Goebbels 1942. In: Zeitschrift für bayerische Kirchengeschichte. Bd. 65, (1996), S. 167–182.
- "... nach dem Kriege brauchen wir auf die Kirchen keine Rücksicht mehr zu nehmen". Aus den Tagebuchaufzeichnungen des Reichspropagandaministers Joseph Goebbels 1944/45. In: Zeitschrift für bayerische Kirchengeschichte. Bd. 66, (1997), S. 83–95.
- "Das Christentum ist in der Tat eine Lehre des Verfalls". Aus den Tagebuchaufzeichnungen des Reichpropagandaministers Joseph Goebbels 1941/42. In: Zeitschrift für bayerische Kirchengeschichte. Bd. 67, (1998), S. 120–137.
- Die Bayerische Landeskirche und ihr Verhältnis zu den Juden in der ersten Hälfte des 20. Jahrhunderts. In: Wolfgang Kraus (Hrsg.): Auf dem Weg zu einem Neuanfang. Dokumentation zur Erklärung der Evangelisch-Lutherischen Kirche in Bayern zum Thema Christen und Juden. Evangelischer Presseverband für Bayern, München 1999, ISBN 3-583-33102-8, S. 79–104.
- Von den Anfängen des "Nürnberger Ausschusses". Das Werden der bekennenden Kirche im Frühjahr 1934. In: Mitteilungen des Vereins für Geschichte der Stadt Nürnberg. Bd. 93, (2006), S. 107–226.
- Der "Nürnberger Ausschuss". Landesbischof Meiser und die Anfänge der Bekennenden Kirche Frühjahr 1934. In: Zeitschrift für bayerische Kirchengeschichte. Bd. 75, (2006), S. 260–282.
- Nürnbergs Kirchen. Von der Reichsstadtherrlichkeit unter die Krone Bayerns. In: Zeitschrift für bayerische Kirchengeschichte. Bd. 76, (2007), S. 142–159.
- Landesbischof Meiser und sein Umfeld. Netzwerke kirchenleitenden Handelns. In: Berndt Hamm (Hrsg.): Spielräume des Handelns und der Erinnerung. Die evangelisch-lutherische Kirche in Bayern und der Nationalsozialismus (= Arbeiten zur kirchlichen Zeitgeschichte, Reihe B. Bd. 50). Vandenhoeck & Ruprecht, Göttingen 2010, ISBN 978-3-525-55768-6, S. 99–119.
- Vom Flüchtling zum Neubürger. Integration der Flüchtlinge und Vertriebenen in Bayern. In: Uwe Rieske (Hrsg.): Migration und Konfession. Konfessionelle Identitäten in der Flüchtlingsbewegung nach 1945 (= Die Lutherische Kirche, Geschichte und Gestalten, Bd. 27). Gütersloher Verlagshaus, Gütersloh 2010, ISBN 978-3-579-05782-8, S. 152–166.
- Friedrich Teutsch und die Frauenfrage in Siebenbürgen. In: Zeitschrift für siebenbürgische Landeskunde. Bd. 35, H. 2, 2012, S. 171–182.
- Zwischen Tradition und Zeitgeist. Die Gemeinde nach dem Zweiten Weltkrieg. In: Rolf Kießling (Hrsg.): St. Anna in Augsburg. Eine Kirche und ihre Gemeinde. Wißner, Augsburg 2013, ISBN 978-3-89639-940-3, S. 717–747.